# Бено-Юрт
Бено-Юрт (рос. Бено-Юрт) — село у Надтеречному районі Чечні Російської Федерації.
Населення становить 7704 особи (2019). Входить до складу муніципального утворення Бено-Юртовське сільське поселення.

## Історія
Згідно із законом від 20 лютого 2009 року органом місцевого самоврядування є Бено-Юртовське сільське поселення.

## Видатні уродженці
- Айдамірова Мар'ям Ахмедівна — чеченська співачка, музикант, композитор.

## Населення
| 1990  | 2002  | 2010  | 2012  | 2013  | 2014  | 2015  |
| ----- | ----- | ----- | ----- | ----- | ----- | ----- |
| 3502  | ↗5630 | ↗7089 | ↗7163 | ↗7255 | ↗7378 | ↗7450 |
| 2016  | 2017  | 2018  | 2019  |       |       |       |
| ↗7498 | ↗7581 | ↗7648 | ↗7704 |       |       |       |